# Parallelmontage
Eine Parallelmontage bzw. Kreuzschnitt oder Wechselschnitt (engl. cross-cutting) ist eine Technik der Filmmontage, bei der wiederholt zwischen zwei oder mehreren Handlungslinien eines Filmes hin- und hergeschnitten wird.
Parallelmontagen stellen einen Zusammenhang zwischen zwei oder mehreren selbständigen räumlich disparaten Handlungssegmenten dar. In der Regel finden diese Ereignisse, in der Diegese des Filmes, gleichzeitig statt. Allerdings kann der Kreuzschnitt auch Handlungen, die zu verschiedenen Zeiten stattfinden, zusammenführen und dadurch eine emotionale Verbindung herstellen. Parallelmontagen dienen somit zumeist der Spannungssteigerung.
Der Regisseur D. W. Griffith gilt als einer der Vorreiter dieser Technik im US-amerikanischen Kino, indem er sie 1909 u. a. in den Filmen The Country Doctor und A Corner in Wheat  eingesetzt hat. Allerdings wurde die Parallelmontage schon früher, nämlich beispielsweise in Der große Eisenbahnraub (1903), eingesetzt.

## Beispiele
- A Corner in Wheat (1909): Dieser Film beinhaltet drei Episoden, welche alternierend, in Parallelmontage, gezeigt werden. Die Ereignisse kreuzen sich, auf reiner Handlungsebene, in keiner Weise. Da zu dieser Zeit politische Filme nicht gern gesehen waren, konnte mit A Corner in Wheat ein Film veröffentlicht werden, bei dem der Zuschauer, nur durch den Einsatz der Parallelmontage, selbst die politische Verbindung schafft.
- In Das fünfte Element werden mehrmals Parallelmontagen angewandt. Der Drehbuchautor und Regisseur Luc Besson stellt diese in einer Art zusammen, dass etwa angefangene Sätze von weit entfernten Personen auf humorvolle Art beendet werden.